# Saitis catulus
Saitis catulus är en spindelart som beskrevs av Simon 1901. Saitis catulus ingår i släktet Saitis och familjen hoppspindlar. Inga underarter finns listade i Catalogue of Life.